# Meerut (Distrikt)
Der Distrikt Meerut (Hindi: मेरठ ज़िला, Urdu ضلع میرٹھ), auch Merath, ist ein Distrikt im indischen Bundesstaat Uttar Pradesh und Teil der National Capital Region.
Meerut liegt im Westen von Uttar Pradesh im oberen Ganges-Yamuna-Doab in der Division Meerut. Der Distrikt liegt 60 km nordöstlich der Bundeshauptstadt Neu-Delhi. Der nach Süden strömende Ganges bildet die östliche Distriktgrenze. 
Distrikthauptstadt ist Meerut.

## Geschichte
Das Gebiet des späteren Distrikts kam mit dem Vertrag von Surji Arjangaon vom 30. Dezember 1803, in dem der Marathen-Raja Daulat Rao Sindia im Zweiten Marathenkrieg seine gesamten Besitzungen im Doab abtrat, unter die Herrschaft der Britischen Ostindien-Kompanie. Danach wurde der Distrikt Meerut als Verwaltungseinheit eingerichtet, der in den folgenden Jahrzehnten zahlreiche administrative Reorganisationen erlebte, bis die Distriktgrenzen ab 1853 konstant blieben. Der Distrikt war aktiv am Indischen Aufstand von 1857, an der Khilafatbewegung, am passiven Widerstand des Indischen Nationalkongresses in den 1920ern und 1930er, sowie an der Quit-India-Bewegung 1942 beteiligt. Nach der Unabhängigkeit Indiens 1947 kam er zum neuen Bundesstaat Uttar Pradesh.
Am 14. November 1976 wurde das Tehsil Ghaziabad aus dem Distrikt Meerut herausgelöst und zu einem eigenen Distrikt erhoben. Dasselbe geschah mit dem Tehsil Baghpat im Jahr 1997. Die Fläche des Distrikts Meerut verkleinerte sich dadurch von 6014 km² (2322 mi²) im Jahr 1961 auf zuletzt 2559 km².

## Politik, kommunalistische Unruhen
In der Neuzeit war der Distrikt Meerut, insbesondere die Distrikthauptstadt mehrfach Schauplatz von schweren kommunalistischen Auseinandersetzungen zwischen Hindus und Muslimen. Im Gefolge der Teilung Indiens 1947 kam es zu Unruhen mit Todesopfern. Im Oktober 1961 forderten Unruhen, die den Einsatz der Armee notwendig machten, mindestens 32 Tote. Bei Auseinandersetzungen im Oktober 1982 kamen 28 Personen ums Leben, und spezielle Polizeieinheiten mit Schießbefehl wurden eingesetzt. Am 16. Mai 1987 brach ein Konflikt aus, die sich an einem örtlichen Streit um ein Stück Land entzündete und der sich in den folgenden Tagen zu einer allgemeinen Gewaltorgie ausweitete, bei der überwiegend Hindus gegen Muslime standen. Es gab mehr als 150 Tote, über 1000 Verletzte und zahlreiche geplünderte und zerstörte Geschäfte. Am 20. Mai 1991, im Wahlkampf vor der Parlamentswahl 1991 starben 20 Personen in Meerut. Kleinere Auseinandersetzungen mit wenigen Todesopfern gab es außerdem in den Jahren 1968, 1973, 1986, 1989, 1990 und 1991. Die Unruhen traten mit derartiger Häufigkeit und Intensität auf, dass von einem regelrecht „institutionalisierten System der Unruhen“ in Meerut gesprochen wurde.

## Bevölkerung
Die Einwohnerzahl von Meerut betrug beim Zensus 2011 3.443.689. 10 Jahre zuvor waren es noch 2.997.361. Das Geschlechterverhältnis lag bei 886 Frauen auf 1000 Männer. Die Alphabetisierungsrate betrug 72,84 % (80,74 % bei Männern, 63,98 % bei Frauen). 63,40 % der Bevölkerung waren Hindus, 34,43 % Muslime.

## Verwaltungsgliederung
Der Distrikt ist in 3 Tehsils gegliedert:
- Mawana
- Meerut
- Sardhana

Meerut ist eine Municipal Corporation. Daneben gibt es die Garnisonsstadt Meerut Cantonment Board.
Städte vom Typ eines Nagar Palika Parishad sind:
- Mawana
- Sardhana

Städte vom Typ eines Nagar Panchayat sind:
- Bahsuma
- Daurala
- Hastinapur
- Karnawal
- Kharkhoda
- Kithaur
- Lawar
- Parikshitgarh
- Phalawda
- Sewalkhas